# Heads or Tails?
Heads or Tails? (italienska: Testa o croce?) är en amerikansk-italiensk westernfilm som hade premiär på Cannes filmfestival den 22 maj 2025. Den är regisserad av Alessio Rigo de Righi och Matteo Zoppis efter ett manus där även Carlo Salsa medverkat.

## Handling
I början av 1900-talet rullar Buffalo Bills Wild West Show in i Italien. Där säljer myten om det amerikanska nybyggarlivet och väcker fantasin hos Rosa, en ung kvinna fast i ett kvävande äktenskap med en mäktig och våldsam godsägare.

## Rollista (i urval)
- Nadia Tereszkiewicz - Rosa
- Alessandro Borghi - Santino
- John C. Reilly - Buffalo Bill
- Peter Lanzani - rebelledare
- Gianni Garko - Mr. Rupè